# Zimmerit

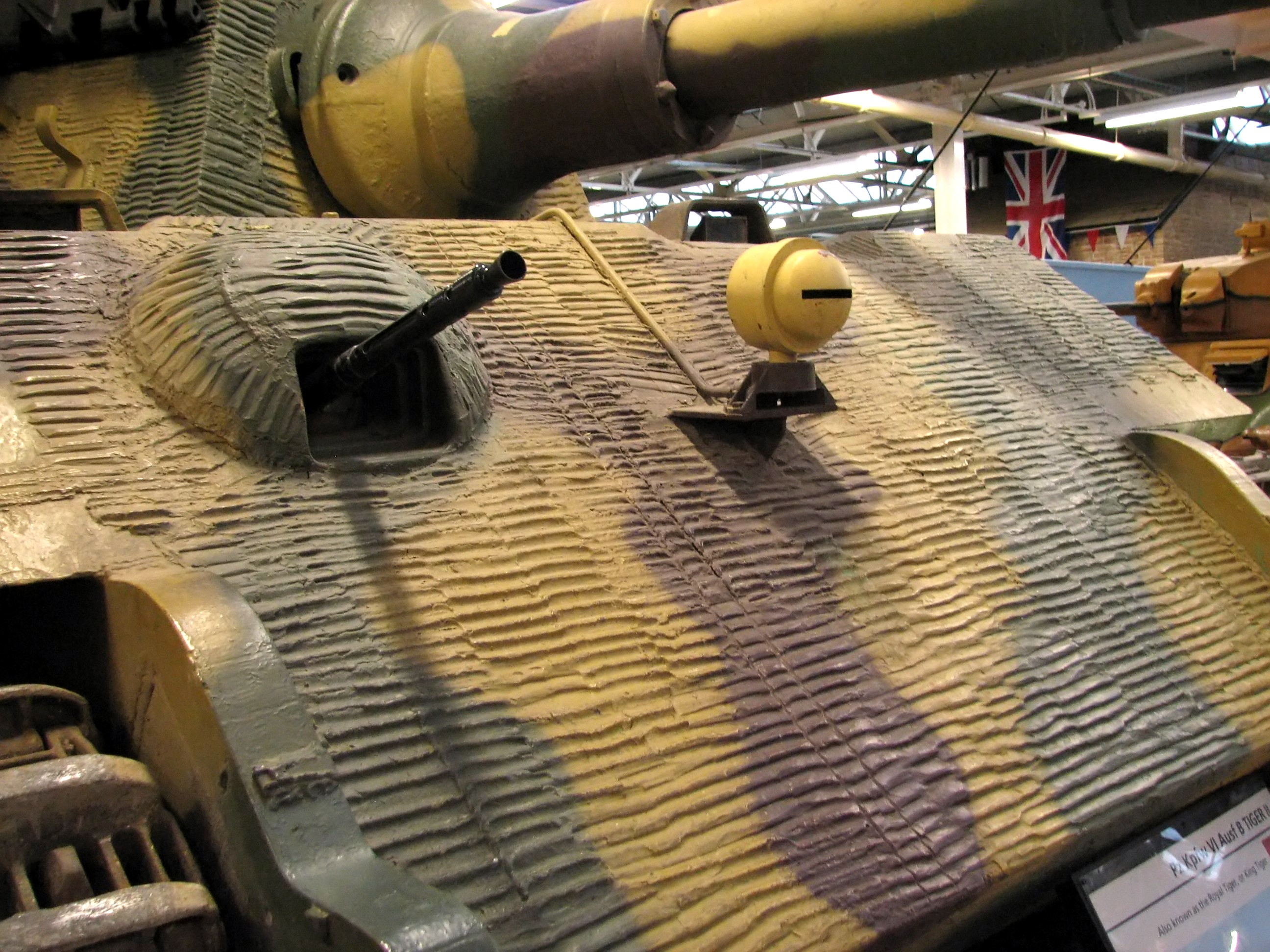
Zimmerit réteg egy Királytigrisen (Bovingtoni harckocsimúzeum)

A zimmerit a második világháború folyamán, 1943 őszétől a németek által alkalmazott védőréteg a harckocsikon. Ettől jellegzetesen sávozottak a német harckocsik. Chemische Werke Zimmer AG nevű német vállalat gyártotta.

## Jelentősége

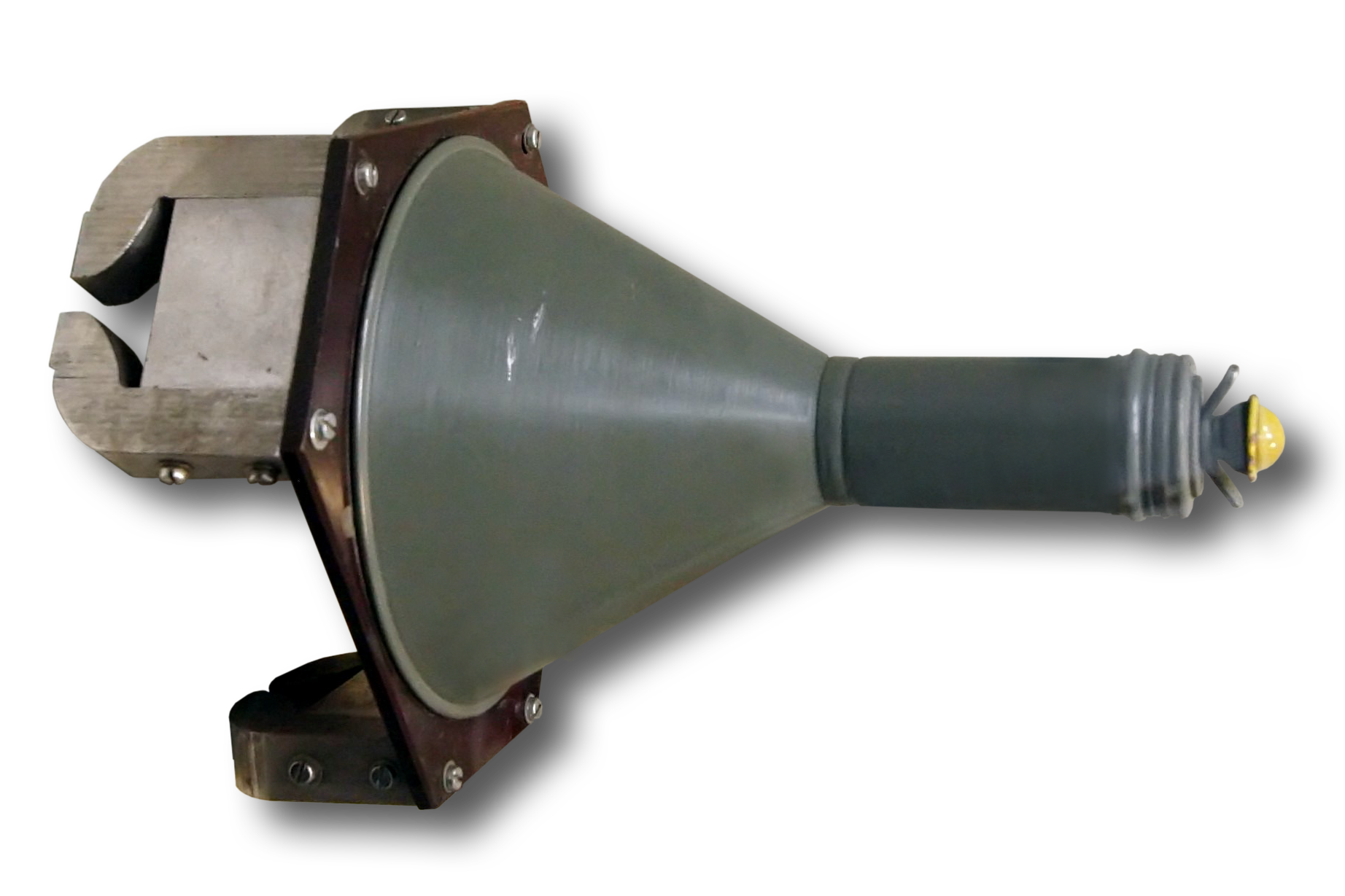
„Hafthollandung” mágneses akna (Münsteri harckocsimúzeum)

A német hadsereg 1942-ben rendszeresítette a Hafthohlladung nevű harckocsielhárító kézigránátot vagy mágneses aknát (becenevén Panzerknackert, korabeli magyar köznyelvben: „tapadóaknát”). Ez egy üreges, formázott töltetű robbanófejből állt, amely egy, három erős patkómágnest tartalmazó fémgyűrűhöz csatlakozott. A gyalogságnál rendszeresített eszközzel a katona odafutott a harckocsihoz, és annak egy olyan felületére helyezte, amelyhez a mágnesek tapadtak, majd kihúzta a biztosítószeget, és fedezékbe húzódott. A mágnesek nemcsak az aknát rögzítették a járműhöz, hanem a megfelelő távolságot is biztosították a robbanófej és a páncélzat között, lehetővé téve a kumulatív sugár megfelelő kialakulását. Mivel aggódtak amiatt, hogy az egyszerű konstrukciót lemásolhatják a szovjetek, illetve, hogy sok kerülhet közülük ellenséges kézre, a német hadsereg elkezdte keresni a módját annak, hogyan lehetne egy ilyen fegyver ellen védekezni, ha saját járműveik ellen használnák. A mágneses aknákat a zimmerittel vastagon bekent harckocsikra nem lehetett rögzíteni, mert a vastag, nem mágnesezhető bevonat megakadályozta a közvetlen kontaktust a mágneses aknák és a harckocsi fémteste között. Mivel így a mágneses aknák nem tudtak közvetlenül a fémfelülettel érintkezni – a mágnesek kisebb erővel tartották őket a helyükön –, ezért könnyen leestek.
A Zimmerit gyári alkalmazását 1944. szeptemberében, a harctéren való alkalmazását pedig októberben szüntették be, mivel aggódtak amiatt, hogy a becsapódó lövedékektől meggyulladhat. Ez az aggodalom tévesnek bizonyult, de a parancsot nem vonták vissza, mert a bevonat felhordása és szárítása napokkal meghosszabbította az egyes járművek gyártását, ami elfogadhatatlan volt, mivel ekkor már súlyos hiány volt harcjárművekből.
A háború után a britek hasonló anyaggal végeztek kísérleteket a Churchill és a Cromwell harckocsikon, és Kanadában is végeztek néhány kísérletet hasonló anyaggal önjáró lövegeken, de nem alkalmazták. Ennek oka az volt, hogy mágneses aknák helyét már a háború alatt fokozatosan átvették az olyan kézi páncéltörő fegyverek, mint a Bazooka és a Panzerfaust, ezért a második világháború után az ellenük való védekezés jelentősége is megszűnt.

## Összetétele
A berlini Chemische Werke Zimmer AG (Zimmer Vegyi Művek Rt.) terméke. Ragasztóból, fűrészporból és egyéb ipari hulladékokból állt. Gyártása gyors és olcsó volt.
A szövetségesek 1944-ben katonai laboratóriumokban elemezték, eredményeik szerint:
- polivinil-acetát 25%
- cink-szulfid 10%
- fűrészpor 10%
- bárium-szulfát 40%
- vörösokker 15%

(A jelentésből nem derül ki, hogy tömeg- vagy térfogatszázalékban értendők az adatok.)

## Alkalmazása
A Zimmeritet közvetlenül a korróziógátló alapozóra alkalmazták, a végső festés előtt. Két, egyenként nagyjából öt milliméteres réteget hordtak fel, mindkettőre 24 órás száradási időt hagyva. A második réteget bevágásokkal felhullámosították, ezzel is csökkentve az aknák tapadásának esélyét. A második 24 óra száradás után gázlánggal keményítették véglegesre, mivel az acetonos ragasztó enélkül további nyolc napig száradt volna.